# Selección femenina de fútbol sub-20 del Camerún
La selección de fútbol  femenino sub-20 de Camerún representa a Camerún en las competiciones internacionales de fútbol femenino en la categoría.  Su organización está a cargo de la Federación Camerunesa de Fútbol perteneciente a la CAF.

## Historia
Logró clasificar por primera vez a un mundial sub-20 en 2024.
Inmediatamente hubo controversia en el primer partido de la recién fundada selección nacional sub-20 de Camerún. En el partido de ida de cuartos de final de la Copa Africana Sub-20 de 2006 entre Camerún y Ghana (4-0), ambos equipos utilizaron jugadores que no eran elegibles para jugar: Camerún tenía jugadores con visas inválidas, mientras que Ghana tenía dos jugadores que Debido a su edad realmente avanzada, ya no eran elegibles para una selección sub-20. En consecuencia, ambos equipos fueron descalificados del torneo con efecto inmediato.

## Estadísticas

### Copa Mundial Femenina Sub-20
| Año   | Etapa            | Posición     | J            | G            | E            | P            | GF           | GA           |             |
| ----- | ---------------- | ------------ | ------------ | ------------ | ------------ | ------------ | ------------ | ------------ | ----------- |
| 2002  | No clasificó     | No clasificó | No clasificó | No clasificó | No clasificó | No clasificó | No clasificó | No clasificó |             |
| 2004  | No clasificó     | No clasificó | No clasificó | No clasificó | No clasificó | No clasificó | No clasificó | No clasificó |             |
| 2006  | No clasificó     | No clasificó | No clasificó | No clasificó | No clasificó | No clasificó | No clasificó | No clasificó |             |
| 2008  | No clasificó     | No clasificó | No clasificó | No clasificó | No clasificó | No clasificó | No clasificó | No clasificó |             |
| 2010  | No clasificó     | No clasificó | No clasificó | No clasificó | No clasificó | No clasificó | No clasificó | No clasificó |             |
| 2012  | No clasificó     | No clasificó | No clasificó | No clasificó | No clasificó | No clasificó | No clasificó | No clasificó |             |
| 2014  | No clasificó     | No clasificó | No clasificó | No clasificó | No clasificó | No clasificó | No clasificó | No clasificó |             |
| 2016  | No clasificó     | No clasificó | No clasificó | No clasificó | No clasificó | No clasificó | No clasificó | No clasificó |             |
| 2018  | No clasificó     | No clasificó | No clasificó | No clasificó | No clasificó | No clasificó | No clasificó | No clasificó |             |
| 2022  | No clasificó     | No clasificó | No clasificó | No clasificó | No clasificó | No clasificó | No clasificó | No clasificó |             |
| 2024  | Octavos de final | 14°          | 4            | 1            | 1            | 2            | 5            | 6            |             |
| 2026  | Por definir      | Por definir  | Por definir  | Por definir  | Por definir  | Por definir  | Por definir  | Por definir  | Por definir |
| Total | –                | 25°          | 4            | 1            | 1            | 2            | 5            | 6            |             |

### Campeonato Femenino Sub-20 de la CAF
| Año   | Ronda          | G              | E              | P              | GF             | GC             |
| ----- | -------------- | -------------- | -------------- | -------------- | -------------- | -------------- |
| 2002  | No participó   | No participó   | No participó   | No participó   | No participó   | No participó   |
| 2004  | No participó   | No participó   | No participó   | No participó   | No participó   | No participó   |
| 2006  | Descalificadas | Descalificadas | Descalificadas | Descalificadas | Descalificadas | Descalificadas |
| 2008  | Segunda ronda  | 0              | 0              | 2              | 0              | 4              |
| 2010  | No clasificó   | No clasificó   | No clasificó   | No clasificó   | No clasificó   | No clasificó   |
| 2012  | Primera ronda  | 0              | 1              | 1              | 2              | 3              |
| 2014  | No clasificó   | No clasificó   | No clasificó   | No clasificó   | No clasificó   | No clasificó   |
| 2015  | Primera ronda  | 0              | 1              | 1              | 1              | 2              |
| 2018  | Tercera ronda  | 1              | 1              | 1              | 10             | 4              |
| 2022  | Tercera ronda  | 2              | 1              | 1              | 9              | 3              |
| 2024  | Cuarta ronda   | 5              | 1              | 0              | 17             | 6              |
| Total | –              | 8              | 5              | 6              | 39             | 22             |